# Keijo Liimatainen
Keijo Kalevi Liimatainen, född 4 februari 1953 i Bjärtrå församling i Kramfors kommun, Västernorrlands län, är en svensk journalist. Han skriver för Svenska Dagbladet.
Liimatainen är uppvuxen  i Örnsköldsvik men bosatt i Los Angeles. Han var vän med artisten Ted Gärdestad, och tillsammans med dennes bror Kenneth Gärdestad har han skrivit en bok om Ted Gärdestad, Jag vill ha en egen måne (2005).